# جون لوغان (كاتب)
جون لوغان (بالإنجليزية: John Logan) (مواليد 24 سبتمبر 1961) هو كاتب سيناريو، وكاتب، ومؤلف، ومنتج أفلام أمريكي، كتب سيناريوهات العديد من الأفلام التي لاقت نجاحًا وشهرة واسعة.

## التعليم
تعلم في جامعة نورث وسترن، وكلية الاتصالات الجامعية الشمالية الغربية ‏.

## وصلات خارجية
- جون لوغان على موقع IMDb (الإنجليزية)
- جون لوغان على موقع ألو سيني (الفرنسية)
- جون لوغان على موقع ميوزك برينز (الإنجليزية)
- جون لوغان على موقع أول موفي (الإنجليزية)
- جون لوغان على موقع بوكس أوفيس موجو (الإنجليزية)
- جون لوغان على موقع قاعدة بيانات برودواي على الإنترنت (الإنجليزية)
- جون لوغان على موقع قاعدة بيانات الأفلام السويدية (السويدية)
- جون لوغان على موقع قاعدة بيانات الفيلم (الإنجليزية)
- جون لوغان على موقع كينوبويسك (الروسية)